# کوه‌نگاری

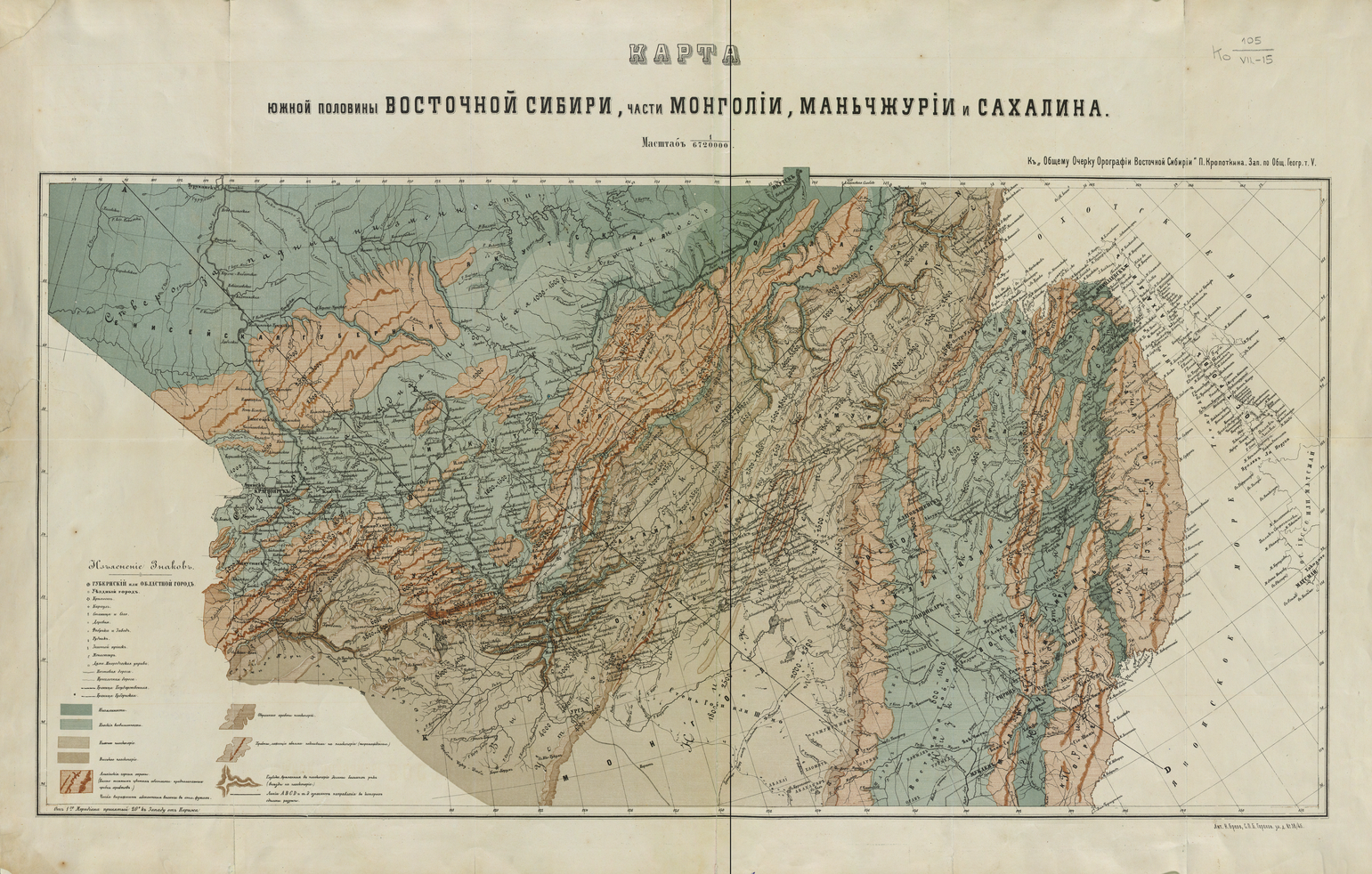
نقشه کوه‌نگاری سیبری شرقی که در سال ۱۸۷۵ توسط پتر کروپوتکین تهیه شده‌است.

کوه‌نگاری (به انگلیسی: Orography) به مطالعه ناهمواری‌های توپوگرافی در کوه‌ها گفته می‌شود و به‌طور گسترده‌تری می‌تواند شامل تپه‌ها و هر قسمت از زمین مرتفع یک منطقه باشد. کوه‌نگاری در رشته گسترده‌تر ژئومورفولوژی قرار می‌گیرد. اصطلاح کوه‌نگاری از واژه όρος گرفته شده که در زبان یونانی باستان به معنای تپه است.

## کاربردها
رشته‌کوه‌ها و توده‌های زمین مرتفع تأثیر عمده‌ای بر آب و هوای جهانی دارند. برای نمونه، مناطق مرتفع شرق آفریقا به‌طور قابل ملاحظه‌ای قدرت بادهای موسمی اقیانوس هند را تعیین می‌کند. در مدل‌های علمی، مانند مدل‌های گردش عمومی، کوه‌نگاری مرز پایینی مدل را بر روی زمین تعریف می‌کند.
هنگامی که ریزابه‌های یک رود یا سکونتگاه‌های کنار رودخانه در «توالی کوه‌نگاری» فهرست شوند، این شاخه‌ها به ترتیب شامل بلندترین (نزدیک‌ترین شاخه به منبع رودخانه) تا پایین‌ترین شاخه یا شاخه اصلی (نزدیک‌ترین شاخه به دهانه رود) هستند. این روش فهرست‌بندی ریزابه‌های رود شبیه به رتبه‌بندی استرالر است که در آن سرشاخه‌های بالادست به عنوان دسته ۱ ذکر شده‌اند.